# Афганские ханства
Афганские ханства — феодальные государства, существовавшие до объединения Афганистана в 1919 году.

## История
Зарождение и развитие феодальных социально-экономических отношений среди пуштунских племён создало внутренние предпосылки для образования единого афганского государства. Этому также способствовали благоприятные внешние факторы: распад империи Великих Моголов в Индии, крушении империи Надир-шаха в Иране и продолжавшиеся феодальные междусобицы в Средней Азии.

## Ханства
Первые собственно афганские ханства на племенной основе стали играть заметную политическую роль с XVI—XVII вв. — Хаттаское близ Пешавара, Гератское, Гильзайское со столицей в Кандагаре. С середины XVII в. племена абдали (Герат) и гильзаев (Кандагар) оказались под властью сефевидского Ирана. В начале XVIII века, гильзаи во главе с Мир Вайсом не только провозгласили Кандагар центром независимого государства, но и двинулись на Иран, где сын Мир Вайса — Мир Махмуд вступил в Исфахан и провозгласил себя в 1722 году шаханшахом. Вплоть до 1729 года, когда Надир-шах восстановил на троне шаха Тахмаспа, афганские предводители, сменяя друг друга в междоусобных схватках, находились в Исфахане. Но в конечном счёте, из-за противоречий между племенами весь Афганистан был включён в державу Надир-шаха.

## Дурранийская держава
После смерти Надир-шаха, его империя распалась. На состоявшейся в 1747 году Джирге в Кандагаре шахом Афганистана был избран Ахмад-шах. Его племя абдалли было переименовано в дуррани («жемчужное»), а новое государство получило название Дурранийская империя.
При преемниках Ахмад-шаха Дурранийская империя распалась. На её месте образовалось Кабульское ханство, которое в 1836 году было провозглашено эмиратом.

## Англо-афганские войны
По мере приближения русских владений к границам Афганистана, военное значение Турции и Персии постепенно падало в глазах англичан и взамен этого становилось важным значение Афганистана, сделавшегося единственным барьером, отделявшим русские владения от пределов Индии. Англичане пытались заключить альянс с Афганистаном или создать множество марионеточных государства, чтобы контролировать эту стратегически важную территорию. Таковы были причины, заставившие Англию уже в 1808 году вступить в отношения с Афганистаном, а впоследствии дважды вести с ним тяжёлую и продолжительную вооружённую борьбу (войны 1838—1842 и 1878—1880 годов).